# Ottawa-conventie
De Ottawa-conventie was een internationale bijeenkomst in 1997 in de Canadese hoofdstad Ottawa, waarop afgezanten van zo'n veertig landen besloten tot een verbod op het gebruik, productie en opslag van landmijnen zoals onder meer vlindermijnen. De Conventie kwam tot stand door nader overleg tussen landen die in 1980 de meer beperkte Conventie over bepaalde conventionele wapens wilden uitbreiden. 
In 2005 hadden 154 landen het opgestelde verdrag ondertekend of geratificeerd, maar 's werelds grootste landmijnproducenten (China, Rusland en de Verenigde Staten) bevonden zich onder de 40 landen die nog niet ondertekend hadden. Na de veertigste ondertekening door Burkina Faso op 16 september 1998 werd het verdrag een bindende internationale wet.
Op 18 maart 2025 kondigden de ministers van Defensie van Polen, Litouwen, Letland en Estland aan voornemens te zijn hun landen terug te trekken uit het Verdrag van Ottawa, vanwege de militaire dreiging vanuit Rusland.